# CarX Drift Racing 3
CarX Drift Racing 3 es un videojuego de carreras de drift desarrollado y publicado por CarX Technologies. El juego es una continuación de la serie CarX Drift Racing, conocida entre los fanáticos del drifting y los simuladores de carreras arcade. CarX Drift Racing 3 se lanzó en todo el mundo en iOS y Android el 5 de diciembre de 2024. En febrero de 2025, el juego tiene una calificación promedio de 4.8 de 5 en la App Store y 4.3 en Google Play.

### Desarrollo y lanzamiento
Los desarrolladores de CarX Technologies presentaron el juego por primera vez a una amplia audiencia en enero de 2022 durante una transmisión en vivo del campeonato de drift en línea “Moscow Cybersport”, donde se demostró una versión de demostración del proyecto. La demostración presentó nuevas mecánicas de juego, incluida la construcción de un automóvil desde cero y el cambio de motores. Los desarrolladores también anunciaron la aparición de pistas con licencia, incluido el Circuito Ebisu, una de las pistas de drift más famosas de Japón.
El 27 de septiembre de 2023, CarX Technologies anunció que están reclutando participantes para la prueba beta cerrada de CarX Drift Racing 3 en iOS. En julio de 2024, los desarrolladores lanzaron la prueba beta abierta versión iOS del proyecto, disponible para residentes de Rusia, Ucrania, Bielorrusia y Kazajstán.
Después de una serie de pruebas, los desarrolladores anunciaron el lanzamiento mundial de CarX Drift Racing 3 en iOS y Android, que tuvo lugar el 5 de diciembre de 2024. Actualmente, CarX Technologies está desarrollando una versión del juego para PC y consola.

### Contenido del juego

#### Sistema de daños
Por primera vez en la serie CarX Drift Racing 3, se introduce un sistema de daños al automóvil. El sistema de daños incluye:
- Deformación de los paneles de la carrocería: durante las colisiones se doblan, se rompen y se desprenden.
- Destructibilidad de elementos individuales.
- Deterioro progresivo del vehículo: los impactos repetidos cambian el rendimiento del vehículo.[11]

El sistema de daños no es sólo visual, sino que también afecta al manejo del vehículo. El daño puede empeorar la dinámica, haciendo que las carreras sean más difíciles de completar en los modos para un jugador y multijugador. Esto se nota especialmente en las carreras de dobles, donde un pequeño error puede provocar daños importantes que afecten al resultado final.

#### Sistema de personalización
CarX Drift Racing 3 amplía significativamente el sistema de tuning y personalización de coches, añadiendo la posibilidad de cambiar elementos individuales de la carrocería y el interior. Se ha introducido en el juego un sistema de pintura avanzado que te permite personalizar los colores usando controles deslizantes y volver a pintar piezas y chasis individuales. Por primera vez en la serie, se utilizó tecnología de escaneo láser para crear modelos de motores en 3D, proporcionándoles gran detalle.

#### Mapas y pistas
En CarX Drift Racing 3 los jugadores tienen acceso a modelos 3D de pistas de carreras reales, así como a ubicaciones ficticias creadas por los desarrolladores.
- Circuito Ebisu, Japón es un lugar legendario para el drifting, mejor conocido por su pista Minami, llamada "Drift Stadium" en el juego. Como en la realidad, el complejo ofrece varias configuraciones de pistas, incluidas rutas poco conocidas disponibles para carreras.
- Nürburgring, Alemania es uno de los circuitos de carreras más famosos del mundo y alberga la Copa de Drift de Nürburgring.
- Dominion Raceway, Estados Unidos es un centro multifuncional de deportes de motor donde se llevan a cabo competiciones en diversas disciplinas, incluido el drifting.
- ADM Raceway, Rusia - Ubicado cerca de Moscú, ADM Raceway alberga regularmente la RDS GP, una de las series de drift más grandes de Rusia.[8]

### Modos de juego
A diferencia de los juegos anteriores de la serie, como CarX Drift Racing 2 y CarX Drift Racing Online, CarX Drift Racing 3 presenta un modo historia. El juego ofrece una campaña para un jugador en la que los usuarios completan tareas relacionadas con diversos aspectos de la cultura a la deriva.

#### Campaña para un jugador
La campaña se divide en cinco capítulos, cada uno de los cuales abarca una década diferente, desde los años 80 hasta la actualidad.
El primer capítulo, inspirado en los orígenes del drifting en Japón, lleva a los jugadores a la década de 1980, ofreciendo contrarreloj y carreras de toga en estrechas carreteras de montaña, donde el drifting es opcional.
En la década de 1990, el drifting se convirtió en parte de la cultura de las carreras y los jugadores dominaron las técnicas básicas de deslizarse en las curvas, participando tanto en carreras de montaña como en competiciones oficiales. 
La historia de la década de 2000 refleja la transformación del drifting en una disciplina deportiva de pleno derecho con campeonatos internacionales. Durante este período, las competiciones comienzan a centrarse en el estilo: se evalúan los ángulos de derrape, los cambios de dirección y el rendimiento del entretenimiento.
A medida que avanzas en la campaña, el juego abre nuevos modos y los desafíos se vuelven más difíciles. Entre las tareas disponibles se encuentran carreras con puntos de control donde es necesario pasar zonas de deriva, pruebas de control de precisión con la colocación de conos, así como carreras en tándem por parejas. Este último modo requiere una precisión especial, ya que el jugador debe mantenerse a la distancia óptima del oponente, evitando acercarse demasiado y quedarse atrás.
El progreso en la campaña va acompañado de la acumulación de fans, lo que abre nuevos modos de juego, pistas y patrocinadores. Por ejemplo, después de recibir 200 fanáticos, el concesionario de automóviles pasa a estar disponible y el modo de deriva dúo se desbloquea al llegar a 250 fanáticos.

#### Campeonato de los 32 mejores
El Campeonato Top 32 es un modo competitivo introducido por primera vez en "CarX Drift Racing Online" y trasladado a "CarX Drift Racing 3". Este modo simula el formato de torneos de drift reales, donde los jugadores participan en carreras mediante un sistema de eliminación directa. En CarX Drift Racing 3, la competencia se lleva a cabo contra "fantasmas" de oponentes de la vida real controlados por la IA. Este enfoque nos permite reducir el tiempo de espera de los partidos y elimina los casos de comportamiento deshonesto por parte de los jugadores.

#### Paseo libre
Freeride es un modo de conducción libre y sin reglas, donde el jugador puede desarrollar habilidades de deriva. Este modo también proporciona un sistema para ganar dinero en el juego; para ello, debes desplazarte a lo largo de puntos de trayectoria determinados. Un beneficio adicional son las reparaciones gratuitas del automóvil, que le permiten perfeccionar fácilmente sus habilidades sin el costo de reparar los daños.

#### Carreras por parejas
Dobles es un modo de juego en el que dos participantes compiten entre sí en derrapes. El ganador es el jugador con más puntos de deriva.

### Desarrollo de juegos
Desde el lanzamiento de CarX Drift Racing 3, los desarrolladores continúan actualizando y desarrollando activamente el juego. El equipo de CarX Technologies está trabajando activamente en el modo online, aunque reconocen los desafíos asociados con la variedad de dispositivos y la calidad de la conexión a Internet.
Se ha confirmado la incorporación de un mercado de automóviles en línea, que se convertirá en un elemento importante de la economía del juego. En el futuro, los desarrolladores también planean agregar personalización a la apariencia del piloto.